# Chiesa di San Giacomo Apostolo (Udine, capoluogo)
La chiesa di San Giacomo Apostolo è un edificio di culto edificato nel 1378 per volere della Confraternita dei pellicciai, inizialmente come cappella che venne poi ingrandita. È situato nell'antica piazza di Mercatonuovo o delle Erbe, poi piazza Matteotti, ma più conosciuta come piazza San Giacomo.

## Esterno
La facciata attuale risale al 1525 ad opera di Bernardino da Morcote, mentre la cappella laterale fu aggiunta dopo il 1650. Sopra il portale è collocato l'orologio, sormontato da un balcone, ed inoltre la cella campanaria aperta da una bifora. Accanto sorge la cappella delle Anime realizzata nel 1744.
Agli altri tre lati della piazza si affacciano antichi palazzi, alcuni dei quali hanno ancora tracce di affreschi; al centro della piazza, rialzata rispetto alla strada, vi è una colonna risalente al 1487 con in cima la statua della Vergine ed una fontana cinquecentesca, progetto di Giovanni da Udine.
A sinistra della chiesa, nella adiacente piazzetta si può notare un pozzo a pianta poligonale con edicola retta da colonnine; risale al 1486.

## Interno

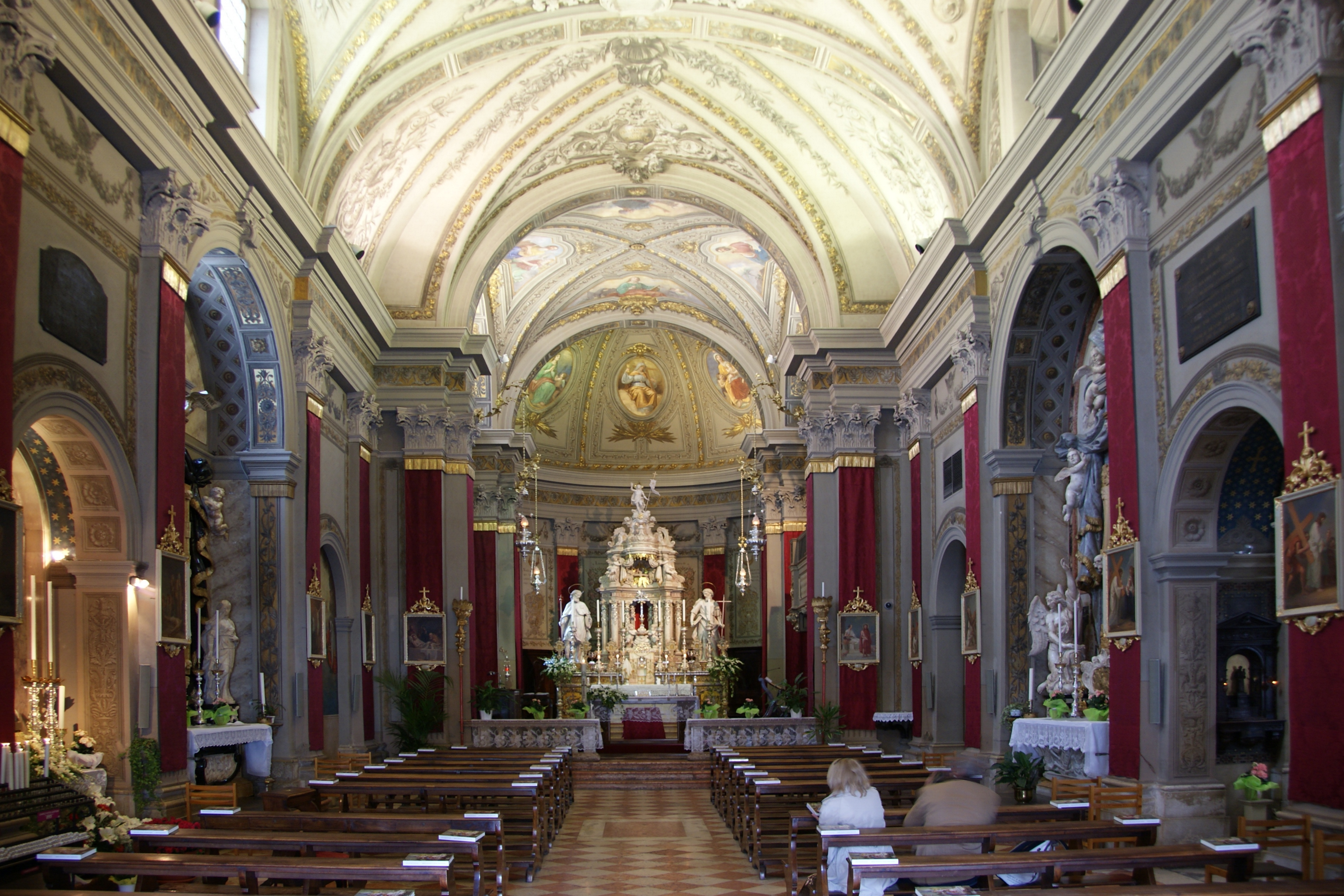
L'interno della chiesa

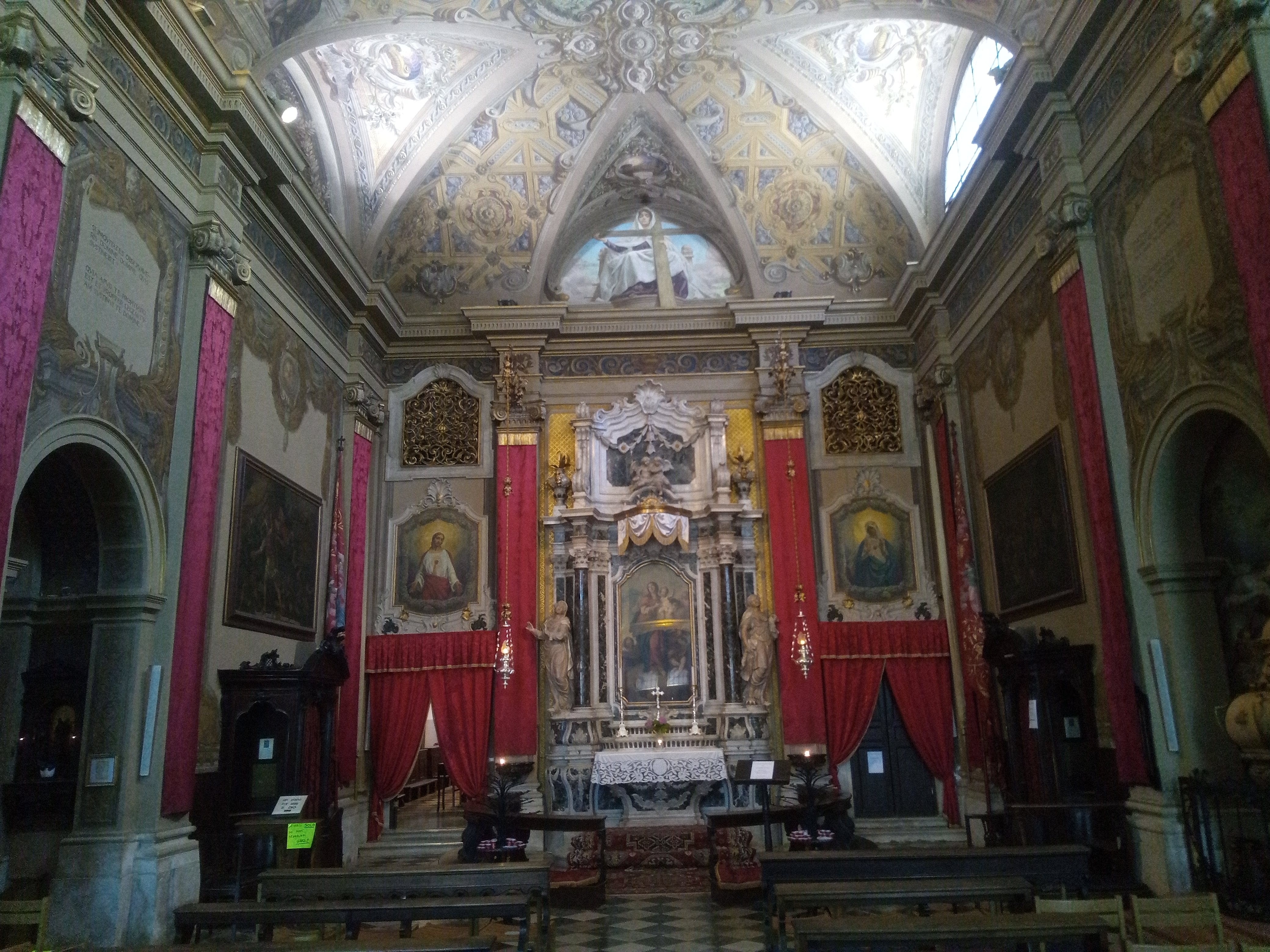
L'oratorio attiguo

L'interno della chiesa è stato pesantemente riadattato in epoca barocca; il soffitto è stato decorato da Pietro Venier con Storie di san Giacomo.
Altre opere che si possono ammirare all'interno:
- Vergine con sante Apollonia ed Agata, opera di Fulvio Griffoni risalente al XVII secolo, collocata sul primo altare di destra;
- San Fabio intercede per le anime purganti, opera di Pietro Venier risalente al XVIII secolo, collocata sul secondo altare di destra;
- Vergine attorniata da santi di Antonio Carneo sul primo altare di sinistra;
- due statue raffiguranti l'Arcangelo Raffaele e una Donna velata di Antonio Corradini.

### Oratorio della Madonna del Suffragio
L'interno è decorato da Biagio Biagetti ed è stato completamente rifatto nel 1912; oltre che dalla piazza, vi si può accedere dall'attigua chiesa. Sopra il portale di ingresso è presente la grande tela di Michelangelo Grigoletti, raffigurante il Valore del suffragio (1865).